# Institut de physique du globe de Paris

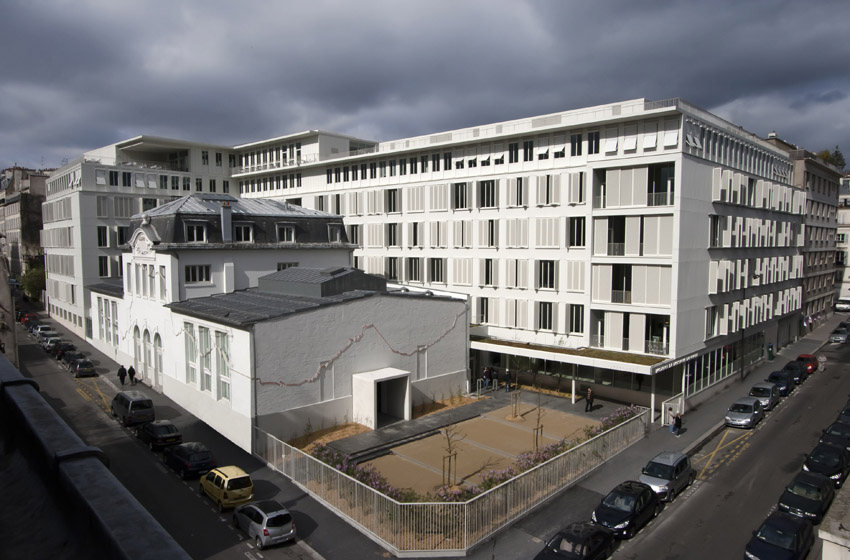
IPGP hoofdgebouw

Het Institut de physique du globe de Paris (IPGP, Nederlands: Instituut voor Aardfysica Parijs) is een Frans instituut dat geavanceerd onderzoek aan de Aarde en andere planeten ondersteunt. Het instituut is gelegen in Parijs.
Het IPGP werd in 1921 gesticht. Door een fusieoperatie van twee universiteiten en het instituut in 2019 is het instituut sinds 1 januari 2020 een onderdeel van de Université Paris Cité.

## Beroemde onderzoekers
- Aykut Barka